# Cajol
Cajol o Cájol es un despoblado español del municipio de Fiscal, perteneciente a la provincia de Huesca, en la comunidad autónoma de Aragón.

## Historia
Hacia mediados del siglo XIX, el lugar, por entonces perteneciente al municipio de Valle de Solán, tenía contabilizada una población de dieciocho habitantes. Aparece descrito en el quinto volumen del Diccionario geográfico-estadístico-histórico de España y sus posesiones de Ultramar de Pascual Madoz con las siguientes palabras:

CAJOL: ald. del l. de Burgase en el ayunt. de Semolue, valle de la Solana de la prov. de Huesca, part. jud. de Boltaña: tiene una igl. que es aneja de la del referido l. de Burgase, en cuyo art. consta todo lo demas correspondiente á esta ald. (V.). Tiene de pobl. 3 vec. 18 alm. y contr. con 956 rs. 19 mrs. vn.
(Madoz, 1846, p. 235)

El lugar, que quedó despoblado, pertenece en la actualidad al término municipal de Fiscal.